# Puščava, Mokronog-Trebelno
Puščava este o localitate din comuna Mokronog - Trebelno, Slovenia, cu o populație de 123 de locuitori.